# Клаван, Диана
Диа́на Кла́ван (эст. Diana Klavan; род. 11 апреля 1992) — эстонская спортсменка, теннисистка, флорболистка, наиболее известная по выступлениям за женскую сборную Эстонии по флорболу. Участница чемпионатов мира 2017 и 2019 годов.

## Биография

### Семья
Диана происходит из спортивной семьи. Её отец Дзинтар (р. 1961) и старший брат Рагнар (р. 1985) — профессиональные футболисты. Оба они выступали за сборную Эстонии и стали первой парой отец-сын в национальной команде. Также у неё есть старшая сестра Яне (р. 1983), выступающая за сборную Эстонии по флорболу. 

### Спортивная карьера
Клаван играет на позиции нападающей. В сезоне 2018/19 она выступала в Финляндии за клуб «Koovee», с которым заняла третье место в чемпионате. Также Клаван является игроком сборной Эстонии. В её составе она принимала участие в чемпионате мира 2017 года в Словакии, на котором заняла с командой 11 место и в чемпионате мира 2019 года в Швейцарии, на котором Эстония стала лишь 14-й. Интересно, что в 2019 году она выступала на чемпионате мира вместе со старшей сестрой Яне.
Также Диана играет в теннис, но больших успехов в этом виде спорта не достигла. Например в 2011 году она принимала участие в турнире ITF в Таллине, но завершила выступление в первом квалификационном раунде. 